# نیمه‌هادی نوع ان
نیمه‌هادی نوع اِن گونه‌ای از نیمه‌هادی‌های غیر ذاتی است که آلایش آن به وسیلهٔ اتم‌های دهنده انجام شده‌است و به این وسیله الکترون‌های آزاد بیشتری در مادهٔ نیمه‌رسانای میزبان فراهم آمده‌است. (برای نمونه با تزریق فسفر در سیلیسیم)
به بیان دیگر نیمه‌هادی‌های نوع اِن، از ترکیب یک نیمه‌هادی خالص با عناصری که دارای اتم‌های پنج‌ظرفیتی هستند (مانند آرسنیک) به دست می‌آید. در پیوند کووالانسی بین اتم ناخالصی با اتم‌های نیمه‌هادی میزبان، یک الکترون اضافه به وجود خواهد آمد که از مدار والانس یک اتم به اتم دیگر حرکت نامنظمی دارد و پایدار نیست. با توجه به بیشتر بودن تعداد الکترون‌ها از حفره‌ها در نیمه‌هادی نوع اِن، در این نیمه‌هادی به الکترون‌ها حامل‌های اکثریت و به حفره‌ها حامل‌های اقلیت گفته می‌شود.